# Bavaria blu

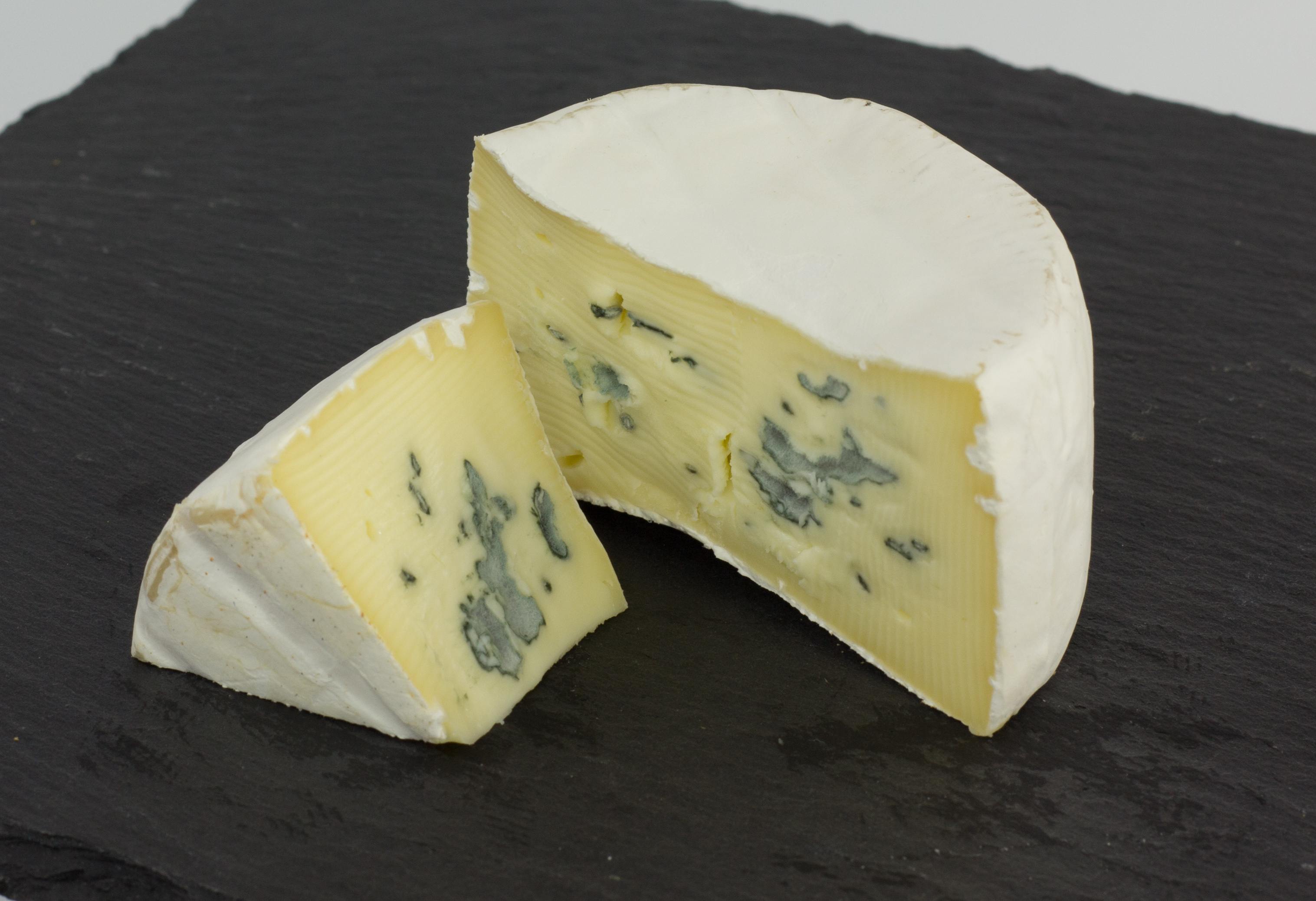
Bavaria Blu (Minitorte)

Bavaria blu ist eine deutsche Käsesorte und Marke der Bergader Privatkäserei im oberbayerischen Waging am See. Es handelt sich um einen Weichkäse der sogenannten Weiß-Blau-Form, die Camembert mit Blauschimmel kombiniert. Die Marke wurde 1972 eingeführt und ist in Deutschland Marktführer unter den Markenprodukten der Blauschimmelkäse mit 13 % Marktanteil (Stand 2012). Das große Buch vom Käse widmet dieser Käsesorte einen gesonderten Abschnitt.

## Markenentwicklung
Der Käse wurde schnell auch international verbreitet und zu einem Standardartikel in Supermärkten.
1979 wurde das Unternehmen Bergader für die Markteinführung von Bavaria blu mit dem Preis Goldener Zuckerhut der Lebensmittel Zeitung ausgezeichnet.
Für Deutschland und Österreich gibt der Hersteller die Marktentwicklung an: So legte der Absatz von Bavaria blu 2012 in Deutschland um 2,8 % und 2013 in Österreich um ebenfalls 2,8 % zu. Grundlage für die Marktdurchdringung ist der Werbeaufwand. Der Hersteller bewirbt Bavaria blu im Fernsehen. Für diese Produktlinie und seine Marke Almkäse zusammen gibt er jährlich etwas über 10 Millionen Euro brutto aus.

## Merkmale
Der Bavaria blu wird im Unterschied etwa zum Danablu (bei dem Blauschimmel und Milchfettansammlungen eine ähnliche Marmorierung ergeben) mit zwei Edelpilzkulturen behandelt. Er ist deswegen eine Kombination aus einem Camembert und einem Blauschimmelkäse, der von einer dichten und weißen Weißschimmelrinde aus Penicillium camemberti bewachsen ist und im Inneren eine Marmorierung aus Blauschimmel enthält. Die Idealreife für den Käse wird mit vier bis sechs Wochen angegeben. Für die Herstellung verwendet man pasteurisierte Kuhmilch aus dem Chiemgau. Der Käse hat 70 % Fett in der Trockenmasse.

## Typen
Unter der Marke Bavaria blu werden verschiedene Typen der Käsesorte angeboten:
- Bavaria blu – Der Feinwürzige als Torte und Minitorte
- Bavaria blu – Der Würzige mit einem hohen Blauschimmelanteil
- Bavaria blu – Der Milde, cremig mit leichter Blauschimmelnote
- Bavaria blu – Der Sanfte
- Bavaria blu – Der Leichte, fettreduziert auf 25 % Fett
- Bavaria blu – Der Cremige, extra milder Blauschimmel

## Belege
1. ↑  Lebensmittel Zeitung: Journal Sortimente Käse - Treue Kunden, 17. August 2012, S. 68
2. ↑  Firmengeschichte auf der Seite des Herstellers Bergader; abgerufen am 26. April 2024.
3. 1 2  Lebensmittel Zeitung: Bergader wächst mit der Marke, 8. Februar 2013, S. 16
4. ↑  Christian Teubner: Das große Buch vom Käse. Graefe und Unzer, München 1991, ISBN 3-7742-3354-3, S. 74 f.
5. ↑  Association laitière française: Revue laitière française, Ausgaben 327–337, 1975
6. ↑  Gegentrend zur Globalisierung - der 18er. In: der18er.de. Archiviert vom Original am 7. Juli 2015; abgerufen am 7. Juli 2015.
7. ↑  Archivierte Kopie (Memento des Originals vom 9. Juli 2015 im Internet Archive)  Info: Der Archivlink wurde automatisch eingesetzt und noch nicht geprüft. Bitte prüfe Original- und Archivlink gemäß Anleitung und entferne dann diesen Hinweis. abgerufen am 7. Juli 2015
8. ↑  "Cash" Nr. 04/2014 vom 24. April 2014, S. 134
9. ↑  Lebensmittel Zeitung: Bergader investiert kräftig, 11. März 2011, S. 20.
10. 1 2  Lexikon vom Käse, Komet Verlag GmbH, S. 72; ISBN 978-3-89836-733-2.
11. ↑  Juliett Harbutt (Hrsg.): Käse der Welt. Dorling Kindersley Verlag, München 2011, S. 237; ISBN 978-3-8310-1733-1
12. ↑  Bavaria blu (Memento des Originals vom 13. Dezember 2014 im Internet Archive)  Info: Der Archivlink wurde automatisch eingesetzt und noch nicht geprüft. Bitte prüfe Original- und Archivlink gemäß Anleitung und entferne dann diesen Hinweis. auf der Seite des Herstellers Bergader; abgerufen am 27. Dezember 2018.